# Torre Bauer
La Torre Bauer es una construcción ubicada en la ciudad chilena de Vicuña. Su característico diseño, su color rojo y su altura de 28 metros —que la convierte en el edificio más alto de la localidad— han hecho que se vuelva un icono del valle de Elqui.

## Historia
La construcción de la torre fue iniciativa de Adolfo Bauer Kalhardt (1857-1911), empresario alemán nacionalizado chileno y en ese entonces alcalde de Vicuña, quien decidió construir una torre sobre el antiguo Cabildo de la ciudad —edificado hacia 1826—, ubicado en la intersección de las calles San Martín y Gabriela Mistral. Se dice que el diseño de la torre estaría inspirado en las construcciones medievales de la ciudad de Ulm, de donde era oriundo Bauer. Las obras se iniciaron en agosto de 1904, con Jacinto Segundo Pleitt a cargo, y en octubre del mismo año fue instalado el reloj que fue encargado a Alemania por intermedio de Fernando Cuevas.
La torre, construida con un armazón metálico y recubierta con pino oregón, fue inaugurada en 1905 e inmediatamente se convirtió en una estructura icónica de la ciudad; las etiquetas de las cervezas y bebidas elaboradas por la fábrica de Adolfo Bauer presentaban una imagen de la torre que se convirtió en una marca característica. Debido al paso del tiempo y el efecto de los vientos laterales que circulan en el valle, la torre se ha visto deteriorada, por lo que desde los años 1990 su estructura ha sido reforzada y remodelada en diversas ocasiones.
La Torre Bauer fue representada en un sello postal emitido por Correos Chile el 7 de mayo de 2010, al cumplirse 105 años de su inauguración. Actualmente en su base se encuentra la oficina de informaciones turísticas de la Municipalidad de Vicuña.